# جفری ریدیک
جفری ریدیک (به انگلیسی: Jeffrey Reddick) فیلم‌نامه‌نویس و کارگردان فیلم اهل ایالات متحده آمریکا است.

## فیلم‌شناسی
فهرست برخی از فیلم‌هایی که جفری ریدیک در آنها به فیلم‌نامه‌نویسی پرداخته‌است:
- مقصد نهایی
- مقصد نهایی ۲ (۲۰۰۳)
- مقصد نهایی ۳ (۲۰۰۶)
- روز مردگان (فیلم ۲۰۰۸) (۳۰۰۸)
- مقصد نهایی ۴ (۲۰۰۹)
- مقصد نهایی ۵ (۲۰۱۱)